# Campeonato Universal del CMLL (2011)
El Campeonato Universal 2011 fue la tercera edición del Campeonato Universal del CMLL, un torneo de lucha libre profesional producido por el Consejo Mundial de Lucha Libre. Tuvo lugar del 2 de septiembre al 16 de septiembre de 2011 desde la Arena México en la Ciudad de México.

## Desarrollo

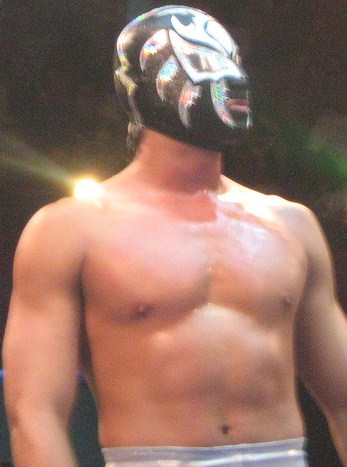
La Sombra es el tercer ganador del Campeonato Universal del CMLL 2010.

El torneo para elegir ganador se decidió por medio de una competición con formato de eliminación directa, donde La Sombra resultó ser el ganador de la primera eliminatoria, la cual se realizó el 2 de septiembre. En la segunda eliminatoria realizada el 9 de septiembre, Averno se alsó con la victoria tras vencer a Último Guerrero. La final del torneo se llevó a cabo desde "La Catedral de la Lucha Libre", la majestuosa Arena México el 16 de septiembre de 2011, donde La Sombra derrotó a Averno en un Two Out of Three Falls Match, convirtiéndose así en el tercer campeón de este torneo.

## Participantes
| Luchador:         | Campeonato:                                                                               |
| ----------------- | ----------------------------------------------------------------------------------------- |
| Ángel de Oro      | Campeonato Nacional de Tríos                                                              |
| Averno            | Campeonato Mundial de Tríos del CMLL Campeonato Mundial Histórico de Peso Medio de la NWA |
| Diamante          | Campeonato Nacional de Tríos                                                              |
| Dragón Rojo, Jr.  | Campeonato Mundial en Parejas del CMLL                                                    |
| Ephesto           | Campeonato Mundial de Tríos del CMLL                                                      |
| Héctor Garza      | Campeonato Mundial de Peso Completo del CMLL                                              |
| Hiroshi Tanahashi | Campeonato Peso Pesado de la IWGP                                                         |
| La Sombra         | Campeonato Mundial Histórico de Peso Wélter de la NWA                                     |
| La Máscara        | Campeonato Nacional de Peso Semicompleto                                                  |
| Máscara Dorada    | Campeonato Mundial de Peso Wélter del CMLL                                                |
| Mephisto          | Campeonato Mundial de Tríos del CMLL                                                      |
| Pólvora           | Campeonato Nacional de Peso Wélter                                                        |
| Rey Bucanero      | Campeonato Mundial Histórico de Peso Semicompleto de la NWA                               |
| Rush              | Campeonato Mundial de Peso Semicompleto del CMLL Campeonato Nacional de Tríos             |
| Último Guerrero   | Campeonato Mundial en Parejas del CMLL                                                    |
| Virus             | Campeonato Mundial de Peso Ligero del CMLL                                                |

## Torneo
|  | Primera ronda     | Primera ronda     | Primera ronda     |           |                 | Cuartos de final | Cuartos de final | Cuartos de final |  |           | Semifinales | Semifinales | Semifinales |  |           | Final     | Final | Final |  |
|  |                   |                   |                   |           |                 |                  |                  |                  |  |           |             |             |             |  |           |           |       |       |  |
|  |                   |                   |                   |           |                 |                  |                  |                  |  |           |             |             |             |  |           |           |       |       |  |
|  | Diamante          | Diamante          | W                 |           |                 |                  |                  |                  |  |           |             |             |             |  |           |           |       |       |  |
|  | Diamante          | Diamante          | W                 |           |                 |                  |                  |                  |  |           |             |             |             |  |           |           |       |       |  |
|  | Pólvora           |                   |                   |           |                 |                  |                  |                  |  |           |             |             |             |  |           |           |       |       |  |
|  |                   | Diamante          |                   |           |                 |                  |                  |                  |  |           |             |             |             |  |           |           |       |       |  |
|  |                   |                   |                   |           |                 |                  |                  |                  |  |           |             |             |             |  |           |           |       |       |  |
|  |                   |                   | La Sombra         | La Sombra | W               |                  |                  |                  |  |           |             |             |             |  |           |           |       |       |  |
|  | Ángel de Oro      |                   | La Sombra         | La Sombra | W               |                  |                  |                  |  |           |             |             |             |  |           |           |       |       |  |
|  |                   |                   |                   |           |                 |                  |                  |                  |  |           |             |             |             |  |           |           |       |       |  |
|  | La Sombra         | La Sombra         | W                 |           |                 |                  |                  |                  |  |           |             |             |             |  |           |           |       |       |  |
|  | La Sombra         | La Sombra         | W                 |           |                 |                  |                  |                  |  | La Sombra | La Sombra   | W           |             |  |           |           |       |       |  |
|  |                   |                   |                   |           |                 |                  |                  |                  |  | La Sombra | La Sombra   | W           |             |  |           |           |       |       |  |
|  |                   |                   | Rey Bucanero      |           |                 |                  |                  |                  |  |           |             |             |             |  |           |           |       |       |  |
|  | Héctor Garza      |                   |                   |           |                 |                  |                  |                  |  |           |             |             |             |  |           |           |       |       |  |
|  |                   |                   |                   |           |                 |                  |                  |                  |  |           |             |             |             |  |           |           |       |       |  |
|  | Rey Bucanero      | Rey Bucanero      | W                 |           |                 |                  |                  |                  |  |           |             |             |             |  |           |           |       |       |  |
|  | Rey Bucanero      | Rey Bucanero      | W                 |           | Rey Bucanero    | Rey Bucanero     | W                |                  |  |           |             |             |             |  |           |           |       |       |  |
|  |                   |                   |                   |           | Rey Bucanero    | Rey Bucanero     | W                |                  |  |           |             |             |             |  |           |           |       |       |  |
|  |                   |                   | Mephisto          |           |                 |                  |                  |                  |  |           |             |             |             |  |           |           |       |       |  |
|  | Ephesto           |                   |                   |           |                 |                  |                  |                  |  |           |             |             |             |  |           |           |       |       |  |
|  |                   |                   |                   |           |                 |                  |                  |                  |  |           |             |             |             |  |           |           |       |       |  |
|  | Mephisto          | Mephisto          | W                 |           |                 |                  |                  |                  |  |           |             |             |             |  |           |           |       |       |  |
|  | Mephisto          | Mephisto          | W                 |           |                 |                  |                  |                  |  |           |             |             |             |  | La Sombra | La Sombra | W     |       |  |
|  |                   |                   |                   |           |                 |                  |                  |                  |  |           |             |             |             |  | La Sombra | La Sombra | W     |       |  |
|  |                   |                   | Averno            |           |                 |                  |                  |                  |  |           |             |             |             |  |           |           |       |       |  |
|  | Rush              |                   |                   |           |                 |                  |                  |                  |  |           |             |             |             |  |           |           |       |       |  |
|  |                   |                   |                   |           |                 |                  |                  |                  |  |           |             |             |             |  |           |           |       |       |  |
|  | Último Guerrero   | Último Guerrero   | W                 |           |                 |                  |                  |                  |  |           |             |             |             |  |           |           |       |       |  |
|  | Último Guerrero   | Último Guerrero   | W                 |           | Último Guerrero | Último Guerrero  | W                |                  |  |           |             |             |             |  |           |           |       |       |  |
|  |                   |                   |                   |           | Último Guerrero | Último Guerrero  | W                |                  |  |           |             |             |             |  |           |           |       |       |  |
|  |                   |                   | Hiroshi Tanahashi |           |                 |                  |                  |                  |  |           |             |             |             |  |           |           |       |       |  |
|  | Hiroshi Tanahashi | Hiroshi Tanahashi | W                 |           |                 |                  |                  |                  |  |           |             |             |             |  |           |           |       |       |  |
|  | Hiroshi Tanahashi | Hiroshi Tanahashi | W                 |           |                 |                  |                  |                  |  |           |             |             |             |  |           |           |       |       |  |
|  | Máscara Dorada    |                   |                   |           |                 |                  |                  |                  |  |           |             |             |             |  |           |           |       |       |  |
|  |                   |                   |                   |           |                 |                  | Último Guerrero  |                  |  |           |             |             |             |  |           |           |       |       |  |
|  |                   |                   |                   |           |                 |                  |                  |                  |  |           |             |             |             |  |           |           |       |       |  |
|  |                   |                   | Averno            | Averno    | W               |                  |                  |                  |  |           |             |             |             |  |           |           |       |       |  |
|  | Averno            | Averno            | Averno            | Averno    | W               | W                |                  |                  |  |           |             |             |             |  |           |           |       |       |  |
|  | Averno            | Averno            |                   |           |                 |                  |                  |                  |  |           |             |             |             |  |           |           |       |       |  |
|  | Virus             |                   |                   |           |                 |                  |                  |                  |  |           |             |             |             |  |           |           |       |       |  |
|  |                   | Averno            | Averno            | W         |                 |                  |                  |                  |  |           |             |             |             |  |           |           |       |       |  |
|  |                   |                   |                   | W         |                 |                  |                  |                  |  |           |             |             |             |  |           |           |       |       |  |
|  |                   |                   | La Máscara        |           |                 |                  |                  |                  |  |           |             |             |             |  |           |           |       |       |  |
|  | Dragón Rojo, Jr.  |                   |                   |           |                 |                  |                  |                  |  |           |             |             |             |  |           |           |       |       |  |
|  |                   |                   |                   |           |                 |                  |                  |                  |  |           |             |             |             |  |           |           |       |       |  |
|  | La Máscara        | La Máscara        | W                 |           |                 |                  |                  |                  |  |           |             |             |             |  |           |           |       |       |  |
|  | La Máscara        | La Máscara        | W                 |           |                 |                  |                  |                  |  |           |             |             |             |  |           |           |       |       |  |
|  |                   |                   |                   |           |                 |                  |                  |                  |  |           |             |             |             |  |           |           |       |       |  |